# Volodymyr Ponomarov
Pour les articles homonymes, voir Ponomarev.
Volodymyr Oleksiovytch Ponomarov (en ukrainien : Володимир Олексійович Пономарьов) ou Vladimir Alekseïevitch Ponomariov (russe : Владимир Алексеевич Пономарёв), né le 18 février 1940 à Moscou en Union soviétique, est un joueur et entraîneur de football soviétique (ukrainien). Il est le fils d’Oleksandr Ponomarov grand joueur des années 1930-1940, international et sélectionneur national soviétique de 1972 à 1973.

## Biographie

### Joueur
International soviétique à 25 reprises, il participe aux quatre rencontres de l'URSS lors de la Coupe du monde 1966 en Angleterre.

## Statistiques
| Saison                | Club                  | Championnat           | Championnat | Championnat | Coupe(s) nationale(s) | Coupe(s) nationale(s) | Total | Total |
| Saison                | Club                  | Division              | M.          | B.          | M.                    | B.                    | M.    | B.    |
| 1963                  | CSKA Moscou           | D1                    | 20          | 0           | 1                     | 0                     | 21    | 0     |
| 1964                  | CSKA Moscou           | D1                    | 32          | 0           | 1                     | 0                     | 33    | 0     |
| 1965                  | CSKA Moscou           | D1                    | 22          | 0           | 2                     | 0                     | 24    | 0     |
| 1966                  | CSKA Moscou           | D1                    | 8           | 0           | -                     | -                     | 8     | 0     |
| 1967                  | CSKA Moscou           | D1                    | 4           | 0           | -                     | -                     | 4     | 0     |
| 1968                  | CSKA Moscou           | D1                    | 16          | 1           | -                     | -                     | 16    | 1     |
| 1969                  | CSKA Moscou           | D1                    | 11          | 0           | 3                     | 0                     | 14    | 0     |
| Total sur la carrière | Total sur la carrière | Total sur la carrière | 113         | 1           | 7                     | 0                     | 120   | 1     |